# Hypomicrogaster metris
Hypomicrogaster metris är en stekelart som beskrevs av Nixon 1965. Hypomicrogaster metris ingår i släktet Hypomicrogaster och familjen bracksteklar. Inga underarter finns listade i Catalogue of Life.